# Joseph Minala
Joseph Marie Minala (ur. 24 sierpnia 1996 w Jaunde) – kameruński piłkarz występujący na pozycji pomocnika w maltańskim klubie Gżira United . W swojej karierze grał także w takich zespołach jak Bari oraz Latina. Ma za sobą grę w reprezentacji Kamerunu do lat 23.
W 2014 roku pojawiły się niejasności co do wieku Minali. Część mediów rozpowszechniło informacje, jakoby zawodnik miał w rzeczywistości nie 17, a 42 lata. Po przeprowadzonym dochodzeniu Włoski Związek Piłki Nożnej potwierdził jednak, że piłkarz urodził się w 1996 roku.